# Jürgen von Bülow
Jürgen von Bülow (* 30. September 1956 in Stuttgart) ist deutscher Jugendbuchautor, Drehbuchautor, Regisseur und Dozent für Filmdramaturgie. Er lebt in Stuttgart und entstammt dem mecklenburgischen Uradelsgeschlecht derer von Bülow.

## Leben und Wirken
In den 1980er Jahren arbeitete Jürgen von Bülow als Regieassistent am Staatstheater Stuttgart unter der Intendanz von Hansgünther Heyme, war als Drehbuchautor für Felix Huby und Roland Emmerich tätig, bevor er 1991 ein Stipendium für die Drehbuchwerkstatt der Filmhochschule München erhielt. 1993 wurde er für seinen Kurzfilm „REPLAY“ mit dem Bundesfilmpreis in Silber ausgezeichnet und schrieb in den folgenden Jahren Drehbücher für bekannte TV-Serien wie Marienhof, Gute Zeiten, schlechte Zeiten, Disney Club und Tigerenten Club.
Seit 2001 ist er als Dozent für Textgestaltung an der LAZI-Akademie tätig, seit 2005 zudem als Dozent für Bewegt-Bild an der Berufsakademie Ravensburg. Zusätzlich arbeitet er als freier Drehbuchautor und Theater-Regisseur. 2008 erhielt er für seine schwäbische Produktion „Die Frau fürs Leba“ den deutschen Mundartpreis. Im selben Jahr erschien der erste Band seiner Jugendbuchreihe „Ich bin’s, Nika!“ im Franckh-Kosmos Verlag Stuttgart. Seither wurden fünf weitere Bände der Reihe veröffentlicht.

## Auszeichnungen / Stipendien
- 1991: Stipendium an der Filmhochschule München, Drehbuchwerkstatt
- 1993: Bundesfilmpreis in Silber für den Kurzfilm „REPLAY“ (Regie und Co-Autor: Markus Schmidt)
- 2008: Deutscher Mundartpreis „Oscarle“ für die beste Ensembleleistung für Molière/Enderle: Die Frau fürs Leba[3]
- 2009: Hausacher LeseLenz-Stipendium[4]
- 2011: BKM-Preis Kulturelle Bildung für das Drehbuch der Telenovela „Es geht um dein Leben“[5]

## Werke

### Buchautor
- Ich bin's, Nika! Wie alles anfängt… Stuttgart, Franckh-Kosmos Verlag; 11. August 2008, ISBN 978-3-440-11574-9.
- Ich bin's, Nika! Popstar-Träume Stuttgart, Franckh-Kosmos Verlag; August 2008, ISBN 978-3-440-11575-6.
- Ich bin's, Nika! In den Charts Stuttgart, Franckh-Kosmos Verlag; März 2009, ISBN 978-3-440-11936-5.
- Ich bin's, Nika! Lovesong für… Stuttgart, Franckh-Kosmos Verlag; September 2009, ISBN 978-3-440-12121-4.
- 2010: Ich bin's Nika! Jetzt oder nie! Stuttgart, Franckh-Kosmos Verlag; März 2010, ISBN 978-3-440-12147-4.

### Drehbuchautor
- 1993–1994: Marienhof (8 Folgen), Jede Menge Leben, (5 Folgen)
- 1994–2003: Disney-Club und Tigerenten Club (Über 130 Sendungen)
- 1997–2002: Figurenlinien für „Fabrixx“, Maran-Film
- 2004: Imagefilm für die Firma Isotronic
- 2006: Imagefilm „Wildrosenprodukte“ der Firma Weleda

## Wirken als Regisseur
- 1979–1986: Staatstheater Stuttgart – Regieassistenz unter Hansgünther Heyme
- 1985–1986: Fugard: Buschmann und Lena (Kommunales Kontakttheater Stuttgart)
- 1985–1986: Courteline-Abend (Theater im Westen, Stuttgart)
- 1999: Die Schwabensaga (s'Theäterle, Stuttgart)
- 2002: Molière: Der eingebildete Kranke; T. Williams: Plötzlich letzten Sommer (Theater Universität Hohenheim)
- 2002: Backblech: Love hurt's – Co-Regie (Wilhelma Theater, Stuttgart)
- 2002: Michael Ende: Der Spielverderber (Hochschule der Medien, Stuttgart)
- 2003: Jean Anouilh: Antigone (Theater Universität Hohenheim)
- 2004: Liebesleid, Liebesfreud: Verschiedene Autoren und eigene Texte (Theater Universität Hohenheim)
- 2005: Edward Albee: Wer hat Angst vor Virginia Woolf? (Theater Universität Hohenheim)
- 2005: Neil Simon: Der letzte der feurigen Liebhaber (Kommunales Kontakttheater Stuttgart)
- 2005: Marivaux: Wankelmut der Liebe (Schaubühne Sindelfingen)
- 2005: Shakespeare: Viel Lärm um nichts (Theater Universität Hohenheim)
- 2006: Barylli: Honigmond; Kesselring: Arsen und Spitzenhäubchen (Theater Universität Hohenheim)
- 2006: Neil Simon: Ein seltsames Paar (Schaubühne Sindelfingen)
- 2006: Max Frisch: Andorra (Jakobus-Theater Karlsruhe)
- 2007: Ephraim Kishon: Es war die Lerche; Pinkus/Walsh: Currywurst mit Pommes (Theater Universität Hohenheim)
- 2007: Molière/Enderle: Die Frau fürs Leba (Glasperlenspiel Asperg, ausgezeichnet mit dem „Oscarle 2008“)
- 2008: Shakespeare/Beat Fäh: Rose und Regen, Schwert und Wunde (Theater Universität Hohenheim)
- 2008: Tirso de Molina: Don Gil von den grünen Hosen (Theater Universität Hohenheim)
- 2008: Tschechow: Der Heiratsantrag, der Bär (Schaubühne Sindelfingen)
- 2009: Tschechow: Drei Schwestern (Theater Universität Hohenheim)
- 2010: Tabori: Die Goldberg-Variationen (Theater Universität Hohenheim)
- 2011: Neil Simon: Gerüchte, Gerüchte (Theater Universität Hohenheim)
- 2011: Molière: Der eingebildete Kranke (Naturtheater Grötzingen)
- 2012: Agatha Christie: Und dann gab´s keines mehr (Theater Universität Hohenheim)
- 2012: Alexandre Dumas: Der Graf von Monte Christo (Naturtheater Grötzingen)
- 2013: Woody Allen: Hannah´s Schwestern (Theater Universität Hohenheim)
- 2013: Brian Friel: Wunderbares Tennessee (KKT Stuttgart)
- 2014: Neil Simon: Oskar & Felix – Das seltsame Paar im 21. Jahrhundert (schwäbische Version)(Boulevärle-Schwäb. Theater e.V. Stuttgart)
- 2014: Norman Robbins: Schau nicht unters Rosenbeet (Theater Universität Hohenheim)
- 2015: Urs Widmer: Top Dogs (Theater Universität Hohenheim)
- 2015: Marc Camoletti: Boeing – Boeing (Stewardessenkarussell; schwäbische Version)(Boulevärle-Schwäb. Theater e.V. Stuttgart)
- 2016: Nick Walsh: Genug ist nicht genug (Schwäb. Version)(Boulevärle-Schwäb. Theater e.V. Stuttgart)

### Rezensionen
- Rezension „Ich bin´s Nika! Wie alles anfängt…“ In: Literatur Blog. Abgerufen am 10. April 2010.
- Ulf Kronenberg: Kurzrezension „Ich bin´s Nika! Wie alles anfängt…“ Abgerufen am 10. April 2010.